# 若羽黑朋明
若羽黑朋明（1934年11月25日—1969年3月2日），原名草深朋明，日本神奈川縣橫濱市出身的前大相撲力士。他身高176cm，重150公斤，最高位置是東大關（1959年11月場所-1960年1月場所)，所屬的相撲部屋是立浪部屋。

## 传记
草深朋明1934年晩秋（同年11月25日）生於一家清潔店，是店主草深榮吉的長子。
他在小學6年級開始學習相撲，在初中時曾是游泳冠軍，於1949年10月首次亮相，加入了立浪部屋。為了滿足體重要求，他必須在之前喝大量的水。然而，隨著他晉升，他也增加體重。1954年3月，他晉升至十兩。並於1955年3月晉升為最高級的幕內級。他在1956年3月的比賽中獲得了第一次成功，當時他贏得了15場比賽中的12場，並打敗了大闔若乃花 幹士和關脇朝潮太郎 (三代)，雖然他被擊敗，但他被授予戰鬥精神獎。經過三年的穩步進步，他一路攀升至關脇等級，並在1959年9月的比賽再次獲得亞軍。這種表現使他晉升為大關。在他的首次比賽中，他以13-2的戰績奪得了優勝，這是自十年前千代之山雅信以來第一個大關首次亮相就有優勝。比賽結束後，在帝國飯店舉行了一場派對，以慶祝他的昇晉和他的訂婚。
若羽黑朋明本有望迅速昇為橫綱，但他作為大關的第二場比賽最終以令人失望的7-8戰績結束。在此之後很明顯，若羽黑沒有達到相撲最高級別的一致性和決心，他將被兩個年輕的競爭對手大鵬幸喜和柏戶剛超越。1960年11月，若羽黑第五次嘗試擊敗大鵬，但無法阻止他贏得他的第一個優勝。若羽黑的12-3是他最後一次能夠挑戰優勝。

## 引退
若羽黑在職業生涯的最後三年也停留在前頭級別，但他被個人問題困擾，包括賭博成癮。他於1965年3月引退並完全離開了相撲界，因為他在日本相撲協會中沒有年寄名跡，並且當時並不存在允許前大關保有四股名活動的做法。引退後他在東京都北區經營飯團店。
由於債務沉重，他在1965年5月試圖向歹徒出售走私手槍後被捕，這是他在海外巡迴演出期間在洛杉磯獲得的，這使他更加恥辱。他被審判，定罪，並被判處18個月緩刑。在這樣的情況下，正式的引退儀式是不可能的，因此在三浦市的一家酒店安靜地進行了私人的退休儀式。

## 去世
1969年3月2日因腦梗塞在岡山市内醫院去世，享年34歳。他之前已與妻子和孩子分居。